# Enfermedad de banda amarilla

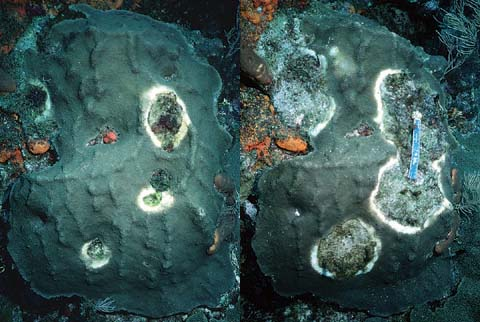
Enfermedad de banda amarilla en un coral. Izquierda: etapa temprana de la enfermedad. Derecha: mismo coral varias semanas después.

La Enfermedad de banda amarilla es una enfermedad que ataca varias especies de corales escleractínidos en el Caribe. Su signo más evidente y por el cual se designa la enfermedad, es la presencia de uno o varios focos donde el tejido adquiere un color amarillo. En el centro de estos parches el tejido muere a medida que la enfermedad avanza, formando una lesión inicialmente anular con un borde distintivo.

## Patogénesis
Se considera que la enfermedad de banda amarilla daña principalmente las zooxantelas que se encuentran en asociación con el pólipo. El frente de la enfermedad puede tener un área variable pero no sobrepasa de algunos centímetros. En el tejido enfermo puede observarse directamente una menor densidad de zooxantelas, las cuales a su vez, presentan daño celular (en contraposición con la expulsión, como en el caso del blanqueamiento por estrés térmico). Adicionalmente, las colonias afectadas por la enfermedad de banda amarilla se ven comprometidas reproductivamente tanto por una menor fecundidad, como por la reducción de tejido vivo por debajo del tamaño mínimo reproductivo. La respuesta inmune disminuye y también la capacidad del coral de desintoxicarse cuando determinados contaminantes están presentes en el agua se ve afectada. En otros estudios, se ha observado que la infección por banda amarilla es sucedida por otras infecciones como la enfermedad de banda negra.